# 拉尔索特
拉尔索特（Lalsot），是印度拉贾斯坦邦Dausa县的一个城镇。总人口28278（2001年）。

## 人口
该地2001年总人口28278人，其中男性14670人，女性13608人；0—6岁人口5141人，其中男2754人，女2387人；识字率58.74%，其中男性为70.94%，女性为45.59%。